# Abd al-Khalik
Abd al-Malik fou un amir turcomongol a Transoxiana, fill de Kodadad Husayni.
Va estar al costat del seu pare en l'enderrocament de Khalil Sultan i se li va confiar el comandament de la important fortalesa de Al·là (Allah Kuh). A la mort de Kodadad Husayni (juny del 1409), el presoner d'aquest, Khalil Sultan, fou portat pels seus guardians, a la fortalesa d'Allah Kuh. Xah Rukh va enviar a Xah Malik i altres amirs contra Allah Kuh amb ordre de capturar a tothom de la fortalesa. Xah Malik va arribar a la fortalesa i la va assetjar. Abd al-Khalik va alliberar a Khalil Sultan i va arribar a un acord amb ells i els dos homes van demanar l'aixecament del setge per poder sortir i anar ambdós a la cort de Xah Rukh. Khalil i Abd al-Malik van sortir i van anar a trobar a l'amir Xaikh Nur al-Din que va obtenir garanties de Xah Rukh. Es van presentar a la cort d'aquest i foren perdonats; Abd al-Khalik va rebre el govern de la regio frontererea (probablement Sairam).
El gener del 1411 el gran noyan (comandant en cap) de Transoxiana, Xah Malik, va sortir de Samarcanda i es va dirigir a Sabran de la que el revoltat Xaikh Nur al-Din va fugir. Però Xah Malik se’n va adonar que una vegada retornés a Samarcanda amb les seves tropes, Nur al-Din tornaria al lloc. Per això va escriure al governador del districte fronterer [probablement Sairam], Abd al-Khalik, demanant-li de preparar una emboscada; Abd al-Khalik, enemic jurat de Nur al-Din, va estar d'acord i es va situar al lloc adient quan Nur al-Din tornava a Sabran. Atacat per sorpresa fou derrotat completament i va haver de fugir cap al Mogolistan amb només 30 homes. Abd al-Khalik l'hauria pogut fer presoner però va pensar que si ho feia, Xah Malik no tardaria en arrabassar-li el seu govern i el va deixar fugir, limitant-se a agafar un miler de cavalls com a botí.
Al cap de pocs dies es va posar malalt i no va tardar a morir (17 dies després de la victòria). Xah Malik va nomenar al seu lloc a Timur Malik fill de Duldai o Duldaidad (un amir de gran valentia)